# Дежё, Ласло
Витязь Ласло Дежё (венг. Dezső László; 23 июля 1894, Ловаспатона — 8 июня 1949, Будапешт) — венгерский военачальник, участник Первой и Второй мировых войн. Командующий 1-й армией.

## Биография

### Первая мировая война
Выпущен из училища в 1911.
Во время Первой мировой войны — старший лейтенант, воевал на сербском, русском и итальянском фронтах, получил чин капитана. В конце войны был в итальянском плену.

### Межвоенный период
По возвращении в Венгрию Дежё в 1919 году назначен в Генштаб, с 1921 преподаёт в Пештской военной академии «Людовика». С 1 ноября 1938 по 1 февраля 1941 — начальник оперативного управления Генштаба.
За участие в операциях в Карпатах и Трансильвании награждён Командорским крестом Ордена Заслуг. Далее (1 февраля — 1 марта 1941) командир 5-й пехотной бригады, затем (до ноября) — начальник оперативного управления Генштаба. 1 мая 1941 произведен в чин генерал-майора.
Считается, что Дежё, тайно сотрудничавший с немцами, обсуждал с ними возможность устройства провокации, необходимой как повод для вступления Венгрии в войну с Советским Союзом. Таким поводом стала проведённая 26 июня 1941 года бомбардировка Кошице (в тот момент принадлежавшего Венгрии).

### Вторая мировая война
1 ноября 1941 назначен начальником военной академии «Людовика», числится им по 15 мая 1943. 1 мая 1943 года произведен в генерал-лейтенанты. С 30 июля по 12 сентября 1942 — командир 7-й (шопроньской) лёгкой дивизии. 15 мая 1943 года принял под командование VIII корпус и воевал на Восточном фронте.
 В мае — октябре 1944 заместитель главнокомандующего, заместитель начальника генштаба.
После захвата власти салашистами, с 16 октября 1944 года и до конца войны — командир 1-й армии (сменил на этом посту Белу Миклоша), с 1 ноября 1944 года — генерал-полковник. Незадолго до конца войны, 5 марта 1945 года был награждён немецким Рыцарским Крестом. Вручал его генерал-полковник Хейнрици. В конце войны вместе с 1-й армией сдался американцам на территории Словакии.

### Заключение и казнь
После недолгого пребывания в плену, в 1946 году передан американцами новым венгерским властям, был помещён под домашний арест. Приговорён Национальным советом народных судов (NOT) к смерти как военный преступник, хотя до прокоммунистического переворота речь шла о 15-летнем заключении. Поданное прошение о помиловании было отклонено президентом Сакашичем. Казнь состоялась 8 июня 1949 в Будапеште.
В 1999 году венгерский Верховный суд реабилитировал генерала Дежё.

## Награды
- Орден Витязя
- Командорский крест со звездой Ордена за заслуги.[6]
- Железный крест (обр. 1939) I и II степени
- Рыцарский крест Железного креста (3 марта 1945)